# هیدروکسید باریم
هیدروکسید باریم (به انگلیسی: Barium hydroxide) با فرمول شیمیایی Ba(OH)۲ یک ترکیب شیمیایی است. که جرم مولی آن ۱۷۱٫۳۴ g/mol می‌باشد. شکل ظاهری این ترکیب، جامد سفید است.